# Svenska mästerskapen i dressyr 2013
Svenska mästerskapen i dressyr 2013 arrangerades av Strömsholms ridsportförening och avgjordes i Strömsholm. Tävlingen var den 63:e upplagan av Svenska mästerskapen i dressyr.

## Resultat
| Placering | Ryttare                    | Häst      |
| --------- | -------------------------- | --------- |
| 1         | Patrik Kittel              | Toy Story |
| 2         | Cecilia Andrén Dorselius   | Lennox    |
| 3         | Charlotte Haid Bondergaard | Triviant  |